# Hauran

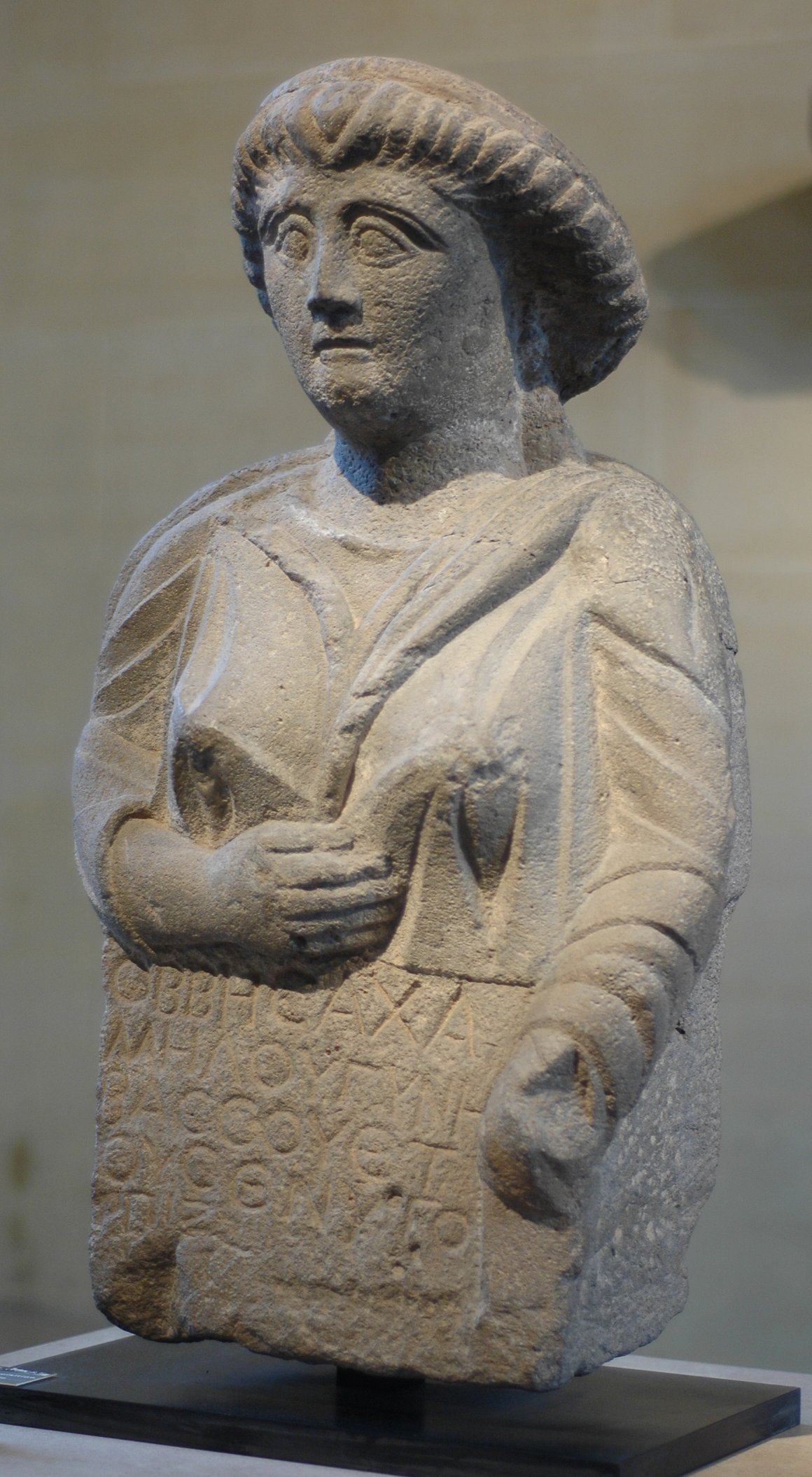
Grafstele uit Hauran, met inscriptie: Obbe, dochter van Sachamel, vrouw van Bassos, in het jaar 455 Gorp[aios] 17
(nu in het Louvre, Parijs)

Hauran (Arabisch حوران, Ḥaurān, 'zwart land') is een regio in Zuid-West Syrië (ten zuidoosten van Damascus) en het noorden van Jordanië. Het maakt deel uit van de Syrische districten Al-Qunaitira, As-Suwaida ,Daraa, Jerash, Irbid, Um Qais . De belangrijkste stad in de regio is Bosra.

## Naam en algemene karakterisering
Mogelijk luidde de naam van het gebied oorspronkelijk Salmon en deed de naam Hauran pas zijn intrede rond de 5e eeuw v.Chr., toen Arabische stammen zich in het gebied vestigden. In de Grieks-Romeinse periode werd het gebied aangeduid als Auranitis.
Hauran kenmerkt zich door het vulkanisch gesteente in het gebied, als gevolg van vulkanische activiteit in het verre verleden. De grond is er bijzonder vruchtbaar. Tegenwoordig vindt er vooral wijnbouw plaats. In de Romeinse tijd werd er veel graan verbouwd.

## Geschiedenis

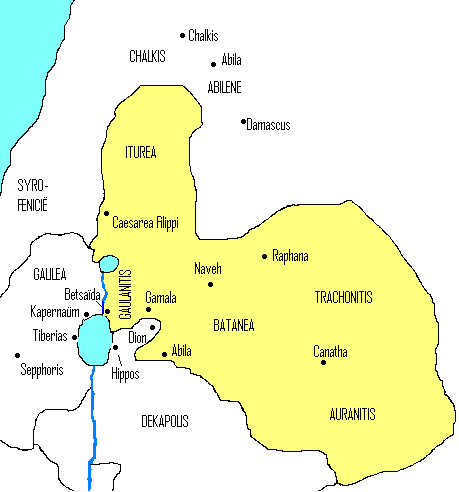
Auranitis als deel van het rijk van Filippus, Herodes Agrippa I en Herodes Agrippa II

Dicht bij het gebied zijn sporen van bewoning gevonden uit de Vroege Bronstijd (in dit gebied 3e millennium v.Chr.). In de Hebreeuwse Bijbel wordt het gebied genoemd als een van de grenzen van het 'beloofde land' zoals de profeet Ezechiël dat voorzag.
In de periode na de veroveringen van Alexander de Grote maakte het gebied deel uit van het Seleucidische rijk (3e eeuw v.Chr.) en later van het Nabateese rijk (2e eeuw v.Chr.). In 64 v.Chr. lijfde de Romeinse generaal Pompeius het gebied, dat inmiddels Auranitis werd genoemd, in bij het Romeinse Rijk. De stad Bosra bleef echter in Nabateese handen.
Later in de eerste eeuw v.Chr. voegde keizer Augustus Auranitis, samen met Trachonitis, Batanea, Iturea en Gaulanitis toe aan het rijk van Herodes de Grote, als beloning voor het feit dat Herodes een einde had gemaakt aan de plundertochten van ene Zenodorus in Trachonitis. Na Herodes' dood werden deze gebieden samen één rijk, dat (met korte tussenpozen) bestuurd werd door Filippus, Herodes Agrippa I en Herodes Agrippa II.
Na de dood van Agrippa II (rond 100 na Chr.) werd Auranitis ingelijfd bij de provincia Syria. Deze situatie bleef in de volgende eeuwen ongewijzigd, totdat de oprukkende moslims het gebied in de 7e eeuw op het Byzantijnse Rijk veroverden.
In 1516 veroverden de Ottomanen de gebieden rond Aleppo en Damascus. In de nasleep van deze overwinningen voegden zij ook Hauran toe aan hun rijk. De Ottomanen bestuurden het gebied vanuit Bosra. Hauran bleef in Ottomaanse handen tot aan de Eerste Wereldoorlog (1914-1918). Daarna werd het (samen met de rest van Syrië en Libanon) Frans mandaatgebied tot aan het einde van de Tweede Wereldoorlog. Toen op 17 april 1946 de onafhankelijke republiek Syrië werd uitgeroepen, maakte de regio Hauran hier deel van uit.